# Maghi e guerrieri. Altre storie di fantasia eroica
Maghi e guerrieri. Altre storie di fantasia eroica è un'antologia di racconti di genere heroic fantasy pubblicata in Italia da Fanucci Editore nel 1981, come uscita n. 6 della collana Enciclopedia della Fantascienza. Si tratta di una traduzione in volume unico, con alcuni materiali aggiuntivi, delle antologie Flashing Swords! 3: Warriors and Wizards (letteralmente "Spade lampeggianti! 3: Guerrieri e Stregoni") e Flashing Swords! 4: Barbarians and Black Magicians (letteralmente "Spade lampeggianti! 4: Barbari e Maghi Neri") curate dallo scrittore statunitense Lin Carter e pubblicate in brossura da Dell Publishing rispettivamente nel 1976 e 1977; solo per il quarto tomo, fu pubblicata da Doubleday anche una versione in copertina rigida.

## Panoramica
Prolifico autore e curatore editoriale di narrativa fantastica, negli anni Sessanta Lin Carter aveva promosso la fondazione della società letteraria Swordsmen and Sorcerers' Guild of America ("Gilda degli Spadaccini e Stregoni d'America", in acronimo SAGA), un club informale di scrittori di narrativa heroic fantasy cui aderirono gli autori statunitensi L. Sprague de Camp, Fritz Leiber, Poul Anderson, Jack Vance, John Jakes e Andre Norton, oltre che, con frequenza meno assidua, il britannico Michael Moorcock; all'inizio degli anni Settanta, Carter decise di creare una collana di antologie esplicitamente dedicata alle opere dei membri della SAGA, e tale progetto prese il titolo di Flashing Swords! (letteralmente "Spade lampeggianti!") ed esordì con due volumi da quattro racconti ciascuno (uno per ciascun membro della "Gilda") pubblicati congiuntamente nel 1973. A distanza di circa tre anni, Carter allestì un secondo dittico di antologie, intitolate Flashing Swords! 3: Warriors and Wizards (1976) e Flashing Swords! 4: Barbarians and Black Magicians (1977), e decise di portare a cinque i racconti antologizzati in ogni volume, di cui quattro composti dai membri "storici" della SAGA (come nei primi due volumi) e il quinto opera di un socio di nuova iscrizione, rispettivamente Avram Davidson nel volume 3 e Katherine Kurtz nel volume 4. Anche in questo caso, come già nei tomi 1 e 2, tutti gli scritti proposti erano episodi inediti dei cicli narrativi più famosi di ciascun autore, con due parziali eccezioni: il racconto di Davidson nel volume 3 rappresenta l'inizio di una nuova saga, mentre quello di Moorcock nel volume 4 era già stato pubblicato in Regno Unito come episodio di un romanzo fix-up non ancora apparso negli Stati Uniti.
La prima traduzione italiana delle due antologie le combina assieme in un tomo unico predisposto dai curatori editoriali Sebastiano Fusco e Gianfranco de Turris (cui si affianca Giorgio Giorgi per la postfazione), ma espunge i racconti di Davidson e Kurtz, già tradotti sempre da Fanucci come aggiunte a Flashing Swords! 1 e Flashing Swords! 2; al loro posto, viene inserita un'appendice di due racconti estrapolati dall'antologia Heroic Fantasy (a cura di Gerald W. Page e Hank Reinhardt, DAW Collectors 334, DAW Books, 1979) e composti da Adrian Cole e Gerald W. Page, due autori che pur non essendo membri effettivi della SAGA ne condividevano l'indirizzo estetico e non a caso erano colleghi di Carter presso l'editore DAW Books. L'edizione italiana, infine, comprende anche un'appendice di quattro racconti inediti di scrittori italiani, già attivi nella "scuderia" di Fanucci e presentati dai curatori come esponenti di una "Italian SAGA".

## Contenuti
I racconti sono elencati nell'ordine utilizzato dall'edizione italiana e presentano a fianco la cifra [3] o [4] per indicare da quale antologia originale provengono; per i due racconti tagliati nella traduzione italiana, fare riferimento alla voce Heroic Fantasy. Il meglio della fantasia eroica moderna. Per ogni testo, si indica nel corpo dell'articolo il ciclo narrativo di appartenenza, e in nota l'eventuale ripubblicazione entro una raccolta tematica o un romanzo fix-up. Tutte le traduzioni sono opera di Roberta Rambelli.
- «Presentazione» di Gianfranco de Turris e Sebastiano Fusco
  - [3] "Due yarde di drago" ("Two Yards of Dragon") di L. Sprague De Camp; racconto di Eudoric Dambertson entro l'universo di Neo-Napoli[1].
  - [4] "Tempesta in bottiglia" ("Storm in a Bottle") di John Jakes; racconto di Brak il barbaro[2].
  - [3] "La curiosa consuetudine del Seraad dei Turjan" ("The Curious Custom of the Turjan Seraad") di Lin Carter; racconto di Amalric l'uomo-dio entro le Chronicles of Kylix[3].
  - [3] "La Mostreme di ghiaccio" ("The Frost Monstreme") di Fritz Leiber; racconto di Fafhrd e il Gray Mouser[4].
  - [4] "Il sacco dei sogni" ("The Bagful of Dreams") di Jack Vance; racconto di Cugel l'Astuto entro il Ciclo della Terra Morente[5].
  - [4] "Le terre al di là del mondo" ("The Lands Beyond the World") di Michael Moorcock; racconto di Elric di Melniboné[6].
  - [4] "La maledizione del Tupilak" ("The Tupilak") di Poul Anderson; racconto dei Figli del Tritone[7].
  - [3] "Seta di ragno" ("Spider Silk") di Andre Norton; racconto autoconclusivo entro il Mondo delle Streghe[8].
- «La fantasia eroica negli Anni Settanta» di Gianfranco de Turris e Sebastiano Fusco
  - "Vagabondo astrale" ("Astral Stray") di Adrian Cole; racconto della saga del Voidal.
  - "L'eroe che ritornò" ("The Hero Who Returned") di Gerald W. Page.
- «Nuove saghe italiane» di Gianfranco de Turris e Sebastiano Fusco
  - "Il difensore dell'Esarchia" di Tullio Bologna
  - "Il Grande Possibile" di Luciano Petruccioli
  - "Il dono di Fadrel" di Benedetto Pizzorno
  - "La Gemma di Daran" di Piero Prosperi
- «Temi e strutture della Fantasia Eroica» di Giorgio Giorgi

## Prosecuzione
Dopo circa un lustro Lin Carter avrebbe proseguito la collana Flashing Swords! con una quinta antologia intitolata Flashing Swords! 5: Demons and Daggers (1981), comprendente cinque racconti composti tutti da nuovi iscritti alla Gilda, senza apporti degli otto membri fondatori. Questa nuova uscita rimase a sé stante, anziché andare a comporre anch'essa un dittico assieme a un ipotetico volume sesto, poiché nei primi anni Ottanta la salute e la stabilità professionale di Carter iniziarono a deteriorarsi ed egli dovette sospendere le attività della SAGA.

## Edizioni
- Flashing Swords! 3: Warriors and Wizards, a cura di Lin Carter, Dell Publishing, 1976.
- Flashing Swords! 4: Barbarians and Black Magicians, a cura di Lin Carter, Science Fiction Book Club, Doubleday, 1977.
- Heroic Fantasy, a cura di Gerald W. Page e Hank Reinhardt, DAW Collectors 334, DAW Books, 1979.
- Maghi e guerrieri. Altre storie di fantasia eroica, a cura di Lin Carter, trad. Roberta Rambelli, Enciclopedia della Fantascienza 6, Fanucci Editore, 1981.